# المحققة حكيمة
المحققة حكيمة مسلسل رسوم متحركة فرنسي أُنتج بين عامي 2001-2004م ويتكون من 52 حلقة، دُبلجَ المسلسل للغة العربية وعرض على قناة الجزيرة للأطفال.

## روابط خارجية
- المحققة حكيمة على موقع IMDb (الإنجليزية)
- المحققة حكيمة على موقع ليتربوكسد (الإنجليزية)
- المحققة حكيمة على موقع كينوبويسك (الروسية)
- المحققة حكيمة على موقع ألو سيني (الفرنسية)
- المحققة حكيمة على موقع قاعدة بيانات الفيلم (الإنجليزية)
- المحققة حكيمة على ألو سيني
- Fiche Planète Jeunesse
- Fiche Anime guide